# Winter in Wartime
Pour plus de détails, voir Fiche technique et Distribution.
Winter in Wartime (Oorlogswinter) est un film néerlandais réalisé par Martin Koolhoven et sorti en 2008.

## Synopsis
Le film raconte l'histoire d'un jeune garçon de treize ans, Michiel van Beusekom, qui tente d'aider la résistance pendant la Seconde Guerre mondiale en évitant à un jeune pilote de la Royal Air Force de tomber entre les mains de l'armée allemande qui occupe le pays. Le jeune homme se heurte à son père à qui il reproche de vouloir maintenir le statu quo entre les citoyens et la Wehrmacht. Il vénère son oncle Ben, un aventurier qui a des contacts avec la résistance locale. Pendant l'hiver, son destin et celui de ses proches va basculer.

## Fiche technique
- Titre original : Oorlogswinter
- Titre français : Winter in Wartime
- Réalisation : Martin Koolhoven
- Scénario : Mieke de Jong, Martin Koolhoven et Paul Jan Nelissen
- Musique : Pino Donaggio
- Genre : Guerre
- Durée : 103 minutes
- Pays d'origine :  Pays-Bas
- Langues originales : néerlandais, allemand, anglais

## Distribution
- Martijn Lakemeier (VF : Vincent de Bouard) : Michiel van Beusekom
- Yorick van Wageningen : Oom Ben
- Jamie Campbell Bower : Jack
- Raymond Thiry : Vader van Beusekom
- Melody Klaver : Erica van Beusekom
- Anneke Blok : Moeder van Beusekom
- Mees Peijnenburg (VF : Rémi Caillebot) : Dirk Knopper
- Tygo Gernandt : Bertus
- Dan van Husen : Auer
- Ad van Kempen : Schafter
- Jesse van Driel : Theo
- Soy Kroon : Michiel

Source VF : Fiche de doublage du film sur RS Doublage

## Distinctions
- Gouden Film 2009